# Superstrada S1
La superstrada S1 è una superstrada polacca che attraversa il Paese da nord a sud, da Pyrzowice a Boguszowice. Fa parte della strada europea E75 e anche strada europea E462 da Bielsko-Biała a Mysłowice.